# Heil Honey I’m Home!
Heil Honey I’m Home! ist eine britische Sitcom (Britcom) aus dem Jahr 1990. Die Serie handelt vom fiktiven Zusammenleben des Paares Adolf Hitler und Eva Braun mit seinen jüdischen Nachbarn Goldenstein und löste eine derart heftige Kontroverse aus, dass sie bereits nach Ausstrahlung der Pilotepisode abgesetzt wurde.

## Handlung
Die erste Episode beginnt mit einer Texttafel, die behauptet, die Geschichte basiere auf einer verschollen geglaubten US-Sitcom eines gewissen Brandon Thalburg Jr., die erst kürzlich in einem Archiv in Burbank entdeckt worden sei.
Es ist 1938. In Berlin leben die Hitlers gemeinsam in einem Apartment. Adolf kommt eines Nachts nach Hause und begrüßt seine Lebensgefährtin Eva Braun mit den Worten „Heil honey, I’m home!“ Eva zeigt sich verärgert von seinen zeitraubenden Verpflichtungen als Führer und dass er den „Schnitzelabend“ verpasst hat. Hitler ist indes voller Vorfreude auf ein Treffen mit dem britischen Premierminister Neville Chamberlain und bittet Eva, nichts davon den Goldensteins zu sagen, die ihre jüdischen Nachbarn sind. Die mit Eva befreundete Rosa Goldenstein errät jedoch bei einer Scharade den prominenten Gast und plant diesen mit ihrer 22-jährigen Nichte Ruth zu verkuppeln. Als Hitler von einem Termin zurückkehrt, sitzen die Goldensteins in seiner Wohnung und warten auf den Besuch. Der wütende Hitler tröstet sich mit Gedanken an den Überfall auf Polen und trägt Eva auf, die aufdringlichen Gäste mit Schnaps betrunken zu machen. Daraufhin fährt er zum Flughafen, um Chamberlain in Empfang zu nehmen.
Als er mit dem Premierminister wiederkommt, ist es Eva nicht gelungen, die stockbetrunkenen Rosa und Arny Goldenstein loszuwerden. Hitler nutzt die Gelegenheit, um sich gegenüber Chamberlain als normaler Kerl darzustellen, der ein freundschaftliches Verhältnis zu seinen Nachbarn pflegt. Der Brite konfrontiert Hitler mit dessen Invasion der Tschechoslowakei und fordert von ihm eine Unterschrift für seine Deklaration „Peace in Our Time“. Nachdem Rosa dem Premierminister von Hitlers Panzern und Kriegsschiffen verraten hat, wirft er die Nachbarn hochkant raus. Chamberlain erkennt den Wahnsinn seines Gegenübers, lässt sich schließlich aber durch dessen Unterschrift beschwichtigen. Er verlässt das Apartment mit der früher hinzugekommenen Ruth. Der Pilot endet damit, dass Adolf und Eva sich auf der Couch niederlassen, mit ihren Kosenamen („Mr. Sausage“ und „Hoochie Coochie Girl“) nennen und sich küssen.

## Produktion und Hintergrund

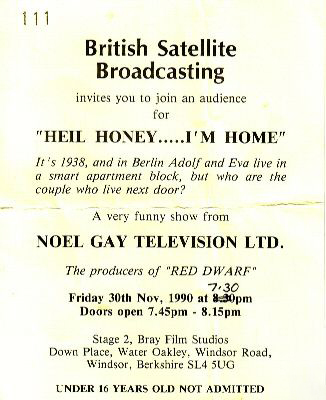
Ticket zu einem geplanten Dreh im November 1990

Die Serie wurde von Geoff Atkinson erdacht, der später an erfolgreichen Formaten wie Getting On – Fiese alte Knochen beteiligt sein sollte. Der Drehbuchautor hatte zwei Ideen für neue Fernsehserien und entschied sich schließlich gegen einen Entwurf, den er selbst als „Beverly Hills, 90210 mit dem 16-jährigen Jesus“ bezeichnete. Der Executive Producer Paul Jackson trug das Konzept von Heil Honey I’m Home! an BSB heran und bekam schnell eine Zusage. Insgesamt wurden acht Episoden produziert; die Regie bei der Pilotfolge übernahm Juliet May. Anders als beim Piloten wurde für die restlichen sieben, nie ausgestrahlten Episoden ein Zeichentrickfilm als Intro produziert, der auf verschiedenen Internetseiten kursiert. Patrick Cargill ist beim Gastauftritt als Neville Chamberlain in seiner letzten TV-Rolle zu sehen.
Atkinson war bemüht, der durchwegs komischen Handlung des Piloten einen historischen Rahmen zu geben, und wählte dafür ein – in dieser Weise fiktives – Treffen zwischen Hitler und dem britischen Premierminister Neville Chamberlain. Der zweimal referenzierte Einmarsch in die Tschechoslowakei am 1. Oktober 1938 war eine Folge des Münchner Abkommens, in dem die Republik dazu verpflichtet wurde, das Sudetenland an das Deutsche Reich abzutreten. Chamberlain, einer der Unterzeichner des Abkommens, kam – anders als in der Serie dargestellt – danach nicht mehr mit Hitler zusammen. Das Treffen der beiden Männer fand außerdem nicht in Berlin, sondern in Obersalzberg statt. Den Slogan „Peace for our time!“ präsentierte der Brite seinen Landsleuten (einen Tag vor dem Einmarsch) im Glauben, mit seiner Unterschrift unter dem Abkommen zur Sicherung eines längerfristigen Friedens in Europa beigetragen zu haben.

## Besetzung
| Rolle               | Darsteller                    | Anmerkung               |
| ------------------- | ----------------------------- | ----------------------- |
| Adolf Hitler        | Neil McCaul                   |                         |
| Eva Braun           | DeNica Fairman Maria Friedman | Episode 1 Episode 7 (?) |
| Rosa Goldenstein    | Caroline Gruber               |                         |
| Arny Goldenstein    | Gareth Marks                  |                         |
| Ruth                | Laura Brattan                 |                         |
| Neville Chamberlain | Patrick Cargill               |                         |

## Episodenliste
| Nr. | Titel                      |
| --- | -------------------------- |
| 1   | Episode One                |
| 2   | Hitler Moves In            |
| 3   | Eva’s New Shelves          |
| 4   | Ziggy Comes to Stay        |
| 5   | The Mom Who Came to Dinner |
| 6   | A Close Shave for Adolf    |
| 7   | Hitler in the Closet       |
| 8   | Without Prejudice          |

## Rezeption
Der Pilot wurde am 30. September 1990 im Sonntagabendprogramm des BSB-Kanals Galaxy ausgestrahlt. Die Reaktionen waren verheerend und führten zur sofortigen Einstellung der Sendung. Kritiker warfen den Machern vor, den Nationalsozialismus zu verharmlosen, und fürchteten, Hitler könnte im weiteren Verlauf der Handlung – wenn auch ohne Erfolg – versuchen, sich der Goldensteins zu entledigen. Als Sky den Konkurrenten BSB noch im folgenden November übernahm, bestand kein Interesse daran, die Serie wieder ins Programm aufzunehmen. Die US-amerikanische Autorin und Herausgeberin Marian Calabro bezeichnete Heil Honey I’m Home! 1992 als die „wahrscheinlich geschmackloseste Sitcom der Welt“.
Drehbuchautor Geoff Atkinson reflektierte 2017 in einem Interview mit Entertainment Weekly über die Serie. Er habe den Holocaust niemals trivialisieren wollen, räumte aber ein, er würde heute den Slapstick zugunsten von Satire und Drama hintanstellen. Die Serie wollte er als Parodie auf US-Sitcoms der 1950er-Jahre, darunter I Love Lucy, verstanden wissen. Einer der Nebeneffekte davon ist, dass Darsteller Neil McCaul seine Rolle mit einem New Yorker Akzent spricht. Als Inspiration nannte der Autor Mel Brooks’ NS-Parodie Frühling für Hitler, anders als der Film aus dem Jahr 1968 kam Heil Honey I’m Home! aber nicht zu dem Punkt, an dem die Leute erkennen, dass sie darüber lachen können. Die Crew soll schließlich selbst am Projekt gezweifelt und Atkinson – infolge des medialen Aufruhrs – in die Verlegenheit gekommen sein, seinem dreijährigen Sohn erklären zu müssen, wer Adolf Hitler war. Dies brachte ihn schließlich dazu, die Sitcom später als sein „Problemkind“ zu bezeichnen. Nach eigenen Angaben wollte sich Atkinson mit seinem Porträt Hitlers auch über Bullys (Mobber) lustig machen:

“I worried the argument would be ‘You can’t make fun of Hitler.’ But he cries out for it. If you have a monster like that, and everyone says, ‘You can’t make fun of him,’ then we’ve made him even more a monster. That’s what fascists want, to keep people in fear of them, when surely we should be debunking and destroying them.”

„Ich war besorgt, das Argument könnte lauten ‚Du kannst dich nicht über Hitler lustig machen.‘ Aber er schreit danach. Wenn du ein Monster wie dieses hast und jeder sagt ‚Du kannst dich nicht über ihn lustig machen‘, dann machen wir ihn umso mehr zu einem Monster. Das ist es, was Faschisten wollen, Leute einzuschüchtern, während wir sie entlarven und zerstören sollten.“

Die BBC nannte die Serie später die „berüchtigtste aller britischen Sitcoms“ und befand, dass von den abgedroschenen Dialogen bis hin zum Schauspiel – McCauls Hitler erinnere eher an Charlie Chaplin als an den echten – alles auf eine Parodie hindeutete. Die Show sei nicht wirklich gut gemacht und die Idee hätte höchstens für einen interessanten Sketch gereicht. In einer Indie-Doku mit dem Titel Hitler: The Comedy Years wurde das Serienkonzept als „verrückter Postmodernismus“ zusammengefasst. 2000 listete Channel 4 die Sendung auf Rang 61 der 100 Greatest TV Moments from Hell. Der Guardian nahm die Serie in eine lose Zusammenstellung von TV-Shows auf, die zur richtigen Zeit abgesetzt wurden. Überraschend sei bei Heil Honey I’m Home! weniger der frühe Zeitpunkt der Absetzung als die Tatsache, dass die Sitcom überhaupt so weit gekommen sei. Die „kaum glaubliche und unfassbar unangemessene“ Komödie sei von der knallig-goldenen Inneneinrichtung der Goldensteins bis zum Hauptplot mit Chamberlain immer noch unvergleichlich. In der IMDb erhält die Serie eine durchschnittliche Bewertung von 5,1 von 10 Punkten.